# Jan Van Steen
Jan Van Steen (Willebroek, 2 juni 1929 - aldaar, 28 februari 2013) was een Belgisch voetballer. Van Steen was een middenvelder.

## Biografie
Van Steen startte zijn carrière bij SV Willebroek, waar RSC Anderlecht hem in 1950 weghaalde. Van Steen speelde vijf seizoenen bij Anderlecht, waar hij drie keer landskampioen werd. Van Steen speelde in die periode ook vijf interlands voor de Rode Duivels en mocht zelfs mee naar het WK 1954, maar daar kwam hij niet in actie.

## Palmares
| Nationaal         |    |                  |
| Belgisch kampioen | 3x | 1951, 1954, 1955 |